# Ligue étolienne
Pour les articles homonymes, voir Ligue.

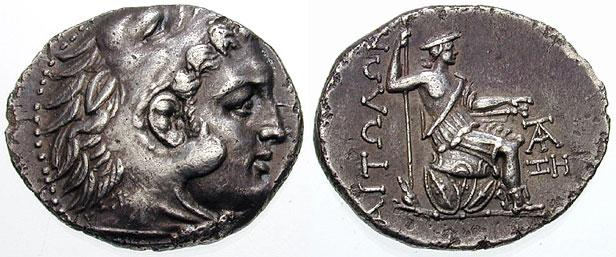
Tétradrachme de la ligue étolienne, vers 279-260

La ligue étolienne ou koinon étolien est une confédération de la Grèce antique centrée sur les cités d'Étolie en Grèce centrale. Cette ligue est formée dans les années 330 av. J.-C. afin de s'opposer à la Macédoine et à la ligue achéenne.

## À la fin duIVesiècle
Le Koinon étolien est fondé dans les années 338-330. L’Étolie se compose alors de petites cités et de tribus. Les Étoliens s'organisent autour du sanctuaire d'Apollon Thermios à Thermos notamment mais aussi autour d'autres tels que le sanctuaire d'Artémis Laphria à Calydon. Le sanctuaire de Thermos lui apporte une certaine unité.
Il semble qu’à la fin du IVe siècle av. J.-C. une fédération se soit constituée avec une assemblée fédérale, chaque koinon gardant par ailleurs sa gestion interne. Diodore de Sicile met l’accent sur le mécontentement soulevé en Étolie et à Athènes par un décret d’Alexandre le Grand ordonnant aux Grecs de rappeler leurs bannis, ce qui, durant la guerre lamiaque, entraine la conclusion d’un traité d’alliance entre les deux puissances.
De plus c’est à l’époque des Diadoques que l’on observe les premiers pirates étoliens se manifester dans l’Égée, y rejoignant notamment les éminents spécialistes de ce genre d’activité qu’étaient les Crétois. À la mort d'Alexandre en 323, la ligue participe à la révolte des Grecs contre le pouvoir macédonien. Après la défaite des Grecs et la prise d'Athènes en 322, l'Étolie est sauvée de l'invasion macédonienne par l'évolution des affaires en Asie, qui détourne les forces des dirigeants macédoniens Antipatros et Cratère. Cette sauvegarde de son indépendance permet à la ligue de jouer par la suite un rôle de premier plan dans les affaires grecques.

### Les institutions dukoinon étolien
Les institutions du koinon reposent sur l'Assemblée du peuple, l'ecclésia, qui est l'institution principale. Elle se réunit deux fois par an à Thermos au sanctuaire d'Apollon Thermios en septembre la première fois et au printemps pour voter les lois et désigner les magistrats voire décider la paix et la déclaration de guerre. Par ailleurs, la seconde institution importante est le Conseil, plus connu sous le nom de synedrion ou boulè. Le Conseil à pour but d'être complémentaire à l'Ecclesia. Il est compétent dans les domaines de la diplomatie et de la justice. Il se compose par ailleurs de quelques centaines de représentants des cités étoliennes. Le synedrion se distingue par une annexe, le Conseil d'apoclètes qui traite les affaires du jour.
Le koinon est dirigé par un stratège, un magistrat dans le domaine militaire, qui est lui même assisté d'un hipparque, le chef de la cavalerie. Ils sont élus pour une durée d'un an pour gouverner le koinon et l'armée de celui-ci. Il existe d'autres fonctions de magistrats dans ce koinon. Chaque citoyen bénéficie de deux citoyennetés. Une civique et l'autre fédérale. Ils disposent de profits considérable par le biais de ces citoyennetés, car la citoyenneté fédérale offre des avantages sur le plan de la politique fédérale. Cependant, le koinon étolien se base sur un régime censitaire. C'est-à-dire que le revenu et la fortune personnelle doivent être suffisamment conséquents pour pourvoir être nommé conseiller à la boulè.

## Durant leIIIesiècle

### Introduction
Durant le règne d’Antigone II Gonatas, la ligue étolienne n’a cessé de s’agrandir pour en arriver, en 245, à contrôler la Grèce centrale. Elle gagne ensuite de l’importance dans le Péloponnèse et en Égée. Bien que l’ennemi principal soit alors devenu Rome, elle finit par entrer en conflit avec la Macédoine sous le règne des successeurs d’Antigone, Démétrios II (239-229) et Philippe V (221-179).

### L'invasion Galate
En 279, les Gaulois de Brennos, après avoir gagné la bataille des Thermopyles, attaquent Delphes ce qui permet à l’armée étolienne de s’imposer, dira-t-elle, avec l’aide des dieux. Brennos se retire donc de la Phocide et les Étoliens célèbrent leur victoire par l’institution à Delphes de grandes fêtes panhelléniques, les Sôteria. Cependant, en réalité, cette victoire n’est pas de leur seul fait, les peuples de Grèce centrale, Béotiens, Phocidiens, en plus des Étoliens s’étaient rapidement organisés pour faire face, et les Gaulois durement éprouvés par les guérillas montagnardes qu’ils avaient précédemment endurés, se retirèrent rapidement vers le nord. La férocité et la notoriété des Galates sont telles que lorsque les grecs, et notamment les Étoliens voire les Macédoniens, instituent des célébrations et cultes autour de cette victoire. Les Étoliens font à Delphes, qui demeure le centre du pouvoir du koinon, des fêtes nouvelles, les Sôteria, pour commémorer les actes héroïques des grecs étoliens lors des invasions Galates.

### L’amphictyonie et l'expansion étolienne
L’invasion gauloise représente un tournant important dans l’histoire de l’amphictionie pyléo-delphique : elle inaugure la période de prépondérance de la Confédération étolienne. Au printemps de 277, on trouve pour la première fois mention de deux hiéromnémons étoliens à l’amphictionie, qui n’ont cependant pas encore la présidence. En revanche, rapidement par la suite, les Étoliens qui passent à trois hiéromnémons passent en tête. Ces variations prennent leur sens si on les place dans un cadre chronologique plus vaste : on observe en effet qu’au cours du IIIe siècle, la liste traditionnelle des membres de l’Amphictionie n’est jamais complète : ne participeront aux assemblées que les États ou peuples entretenant des relations d’amitié avec la Confédération étolienne, alors que s’abstiendront au contraire les membres sous influence macédonienne, ce qui n’implique pas une hostilité ouverte entre Étoliens et Macédoniens, les deux puissances se contentent alors de s’observer avec prudence et méfiance. La ligue étolienne prend donc le contrôle de l’amphictionie de Delphes, alors que d’autres peuples et cités s’agrègent à la fédération. Celle-ci a maintenant un conseil restreint permanent, les apodectes, en plus du synedrion bisannuel où se retrouvent les représentants des cités ou tribus. De plus, on compte un stratège général et un hipparque, un agonosthète ainsi que des magistrats financiers.
Par ailleurs, la ligue paraît aussi avoir utilisé une tactique qu’il avait employée parfois par le passé : l’expansion territoriale. Les inscriptions amphictyoniques qui enregistrent l’acquisition par les Étoliens de leurs premiers sièges à la table pyléo-delphique révèlent aussi une augmentation non négligeable de la taille de la délégation étolienne. À la fin de la guerre chrémonidéenne, six ou sept délégués étoliens votaient lors des réunions du conseil. Or, au même moment, certaines délégations traditionnelles ne votaient pas. Une conclusion s’impose donc : les voix étoliennes étaient celles de ces ethnè moins importantes. Encore une fois, une explication semble s’imposer : les Étoliens saisirent les votes, afin de convertir le conseil en véritable instrument de propagande. Cependant, si tel était vraiment leur objectif, les Étoliens le poursuivirent de manière assez ambiguë puisqu’il fallut attendre les années 240 pour les voir imposer au conseil amphictyonique leur propre programme politique et les années 230 afin qu’ils disposent de la majorité absolue des votes. La présence de représentant athéniens et eubéens à l’Amphictionie delphique en 272 donne à voir un rapprochement de ces derniers avec les Étoliens et donc une émancipation de la tutelle Macédonienne. Entre l’automne 273 et le printemps 272, les hiéromnémons étoliens passent de trois à cinq alors que les deux hiéromnémons Ainianes disparaissent : les Ainianes ont donc été absorbés par la Confédération étolienne. La vieille amitié entre la ligue et Pyrrhos avait pu apparemment justifier leur neutralité lors du passage de l’Epirote dans le Péloponnèse mais ce n’est pas ce sentiment qui explique leur expansion pendant qu’il a le dos tourné. On a souvent pensé que c’étati à cette occasion que la ligue en aurait profité pour s’étendre alors qu’Antigone Gonatas n’était pas encore en mesure de les en empêcher, mais cette hypothèse n’est plus tenable aujourd’hui. Quoi qu’il en soit, la zone d’influence étolienne s’étendant de la mer Ionienne au golfe Maliaque et à l’Euripe, coupant en deux la Grèce : c’était là le résultat d’une continuité politique qui s’était peu préoccupée de savoir si le maitre du moment en Macédoine était Pyrrhos ou Antigone Gonatas.
Par la suite avec la Guerre Chrémonidéenne les Étoliens ont encore profité du conflit pour s’étendre en Grèce centrale. Comme à l’époque de la guerre contre Pyrrhos, alors qu’ils auraient pu mettre Gonatas dans une position périlleuse en faisant cause commune avec ses adversaires, ils avaient joué de leur neutralité pour attirer de nouveaux peuples dans la ligue. Ce sont là encore les listes amphictyoniques de Delphes qui enregistrent ces agrandissements. On note l’arrivée de la Locride Epicnémidienne, puis, au lendemain de la guerre, de la Phocide. La montée régulière de l’influence étolienne révèle combien fragile restait au fond la puissance d’Antigone Gonatas.
On peut noter le cas particulier de l’alliance entre la ligue étolienne et Chios, qui semble avoir cherché à tirer son épingle du jeu en s’alliant avec la Confédération étolienne, dont la puissance navale se développait alors. C’est au moment de la troisième guerre de Syrie que les Chiotes, déjà liés aux étoliens par l’asylie et même par l’isopolitie, entrent à l’amphictionie delphique. Durant la guerre démétriaque, il parait logique que les Thessaliens trouvent appui auprès des Étoliens. On constate ainsi que le nombre de hiéromnémons étoliens à Delphes passe alors de onze à quatorze, on peut donc penser que les trois suffrages supplémentaires doivent être ceux de trois peuples thessaliens. On peut facilement penser que cette sécession fût organisée d’Étolie. C’est la première fois que la Confédération étolienne s’accroit aux dépens de la Macédoine elle-même.
À la fin du IIIe siècle l’Étolie est devenue une des puissances les plus importantes du monde grec, célèbre, à tort ou à raison pour ses actes de piraterie. Il existe une citoyenneté des cités et des ethnè particulières.

### La piraterie étolienne
L’Étolie proprement dite n’ayant de façade maritime qu’au débouché du golfe de Corinthe avec la mer Ionienne, il n’est pas étonnant que la piraterie étolienne se soit développée surtout à partir du moment où son expansion continentale conduisit la Confédération à déboucher sur le versant égéen de la Grèce centrale. Peu d’historiens se sont intéressés aux prémices de la piraterie et aux raisons qui ont poussé les Étoliens à s’engager dans ce type d’entreprise, il est communément accepté que l’accès à la mer Egée et l’absence d’un contrôle dans cet espace en particulier soit à l’origine de ce phénomène, cependant des facteurs plus profonds expliqueraient cette pratique, notamment des difficultés économiques dans la seconde moitié du IIIe siècle en Étolie. Ainsi, si ceux que l’on appelle « pirates étoliens » comprenaient certainement d’authentiques Étoliens d’Étolie, on remarque que certains documents les désignent comme « habitants d’Étolie » ou comme « ayant droit de cité en Étolie » : ces personnes appartenaient à des peuples non étoliens, ayant été inclus dans la Confédération étolienne, des mercenaires au service des autorités. De nombreuses expéditions militaires furent menées par la ligue étolienne avec l’aide de ces mercenaires ou pirates, notamment dans le Péloponnèse, en 210-219 av. J. C., sous les ordres du stratège Dorimachos. La piraterie était donc une activité réglementée par l’Etat afin de pouvoir en faire un instrument de sa politique étrangère. La piraterie devait donc en principe se pratiquer seulement en temps de guerre, il existe donc un lien structurel entre la piraterie et l’Etat, certains historiens désignent d’ailleurs la piraterie étolienne « d’institution publique » ou encore « d’industrie d’Etat ».
De plus, nous disposons d’un nombre appréciable de documents qui nous révèlent le parti politique que les Étoliens surent tirer de la crainte qu’inspiraient les pirates et aussi l’air géographique considérable sur laquelle ces derniers se répandaient. On peut notamment citer l’œuvre de Polybe qui présente les raids de pirates, ainsi que de nombreuses inscriptions concernant des décrets officiels ou relatant des pillages, et parfois le sauvetage de prisonniers. En effet, pour se protéger contre les raids des « Étoliens », ainsi que pour protéger les transactions commerciales de leurs citoyens, de nombreuses communautés grecques des îles et des côtes d’Asie mineur conclurent avec la Confédération étolienne de véritables accords de sécurité, des traités d’asylie qui est le droit d’échapper à la sylè, c’est-à-dire le pillage, la saisie violente et d’asphaleia qui est la sécurité. Mais ceux-ci allèrent plus loin encore et profitèrent du respect qu’ils inspirèrent à de lointaines cités maritimes pour se les attacher politiquement. Les documents de cette nature ne sont pas tous datables avec certitude : mais il demeure évident qu’à partir du milieu du IIIe siècle av. J.-C., les cités insulaires et ioniennes recherchèrent avec empressement l’amitié et la protection des Étoliens, par exemple les ports de Crète permettaient aux pirates étoliens de vendre les produits de leur pillage espérant que ces derniers limiteraient leurs activités prédatrices. Pour les Étoliens, la piraterie est un moyen de se défendre, de détourner des richesses et de briser des monopoles commerciaux et politiques de grande puissance, ce phénomène est la conséquence du déclin de l’influence maritime des grandes monarchies. Cependant, il ne faut pas y voir l’indice de l’élaboration d’un empire maritime étolien. La politique étolienne était empirique et surtout ambiguë car il va de soi que la bienveillance concédée aux uns imposait plus de rigueur aux autres. Il ne semble pas de fait que les chefs étoliens aient travaillé à de vastes projets politiques : dans un monde peu cohérent et qui, de plus en plus, va tendre à se décomposer.

### La guerre Démétriaque
Le changement de règne entre Antigone Gonatas et Démétrios II coïncide avec des changements dans l’attitude des Étoliens. La Confédération étolienne qui avait depuis plus de trente ans évité les frictions avec la Macédoine jusqu’à s’allier enfin ouvertement avec Gonatas contre les Achaïens, se tourna dès 239 pour s’allier avec Aratos contre Démétrios II. Par ailleurs, une autre alliance entre l’Épire et la Macédoine se mit en place à la suite de l’invasion de l’Acarnanie par les Étoliens. Le nouveau roi de Macédoine ne pouvait ignorer que l’alliance épirote, étant dirigé contre l’Etolie, devait avoir en Grèce les conséquences qu’elle eut effectivement, c’est-à-dire, le déclenchement de la guerre Démétriaque.

### Étoliens et Achaïens
Durant le IIIe siècle, deux puissances sont en pleine ascension en Grèce, les ligues achéenne et étolienne, elles se cherchent, s’observent et finalement en viennent à s’allier ou à s’opposer en fonction de la situation. Au moment de l’expansion achaïenne dans le Péloponnèse et de la prise de Corinthe entre 244 et 243/2, les Étoliens interviennent en Arcadie, poussés ou non par Antigone Gonatas, contre les Achaïens. Ainsi, on les voit jouer dans le Péloponnèse une partie qui, sans doute, leur convenait fort, mais ne convenait pas moins aux intérêts macédoniens. Un vieux conflit entre Arcadiens et Éléens au sujet de la Triphylie fournit le prétexte : les Éléens qui avaient des relations d’amitié déjà anciennes avec les Étoliens, appelèrent ceux-ci à leur aide et, en 244, une armée étolienne débarqua dans le Péloponnèse et régla la question au profit des Éléens. Après quoi, une série d’opération mena les Étoliens jusqu’à Mantinée. Diverses cités firent cause commune avec les Étoliens. Les Messéniens aussi se rapprochèrent également des Étoliens avec lesquels ils entretenaient d’ailleurs des relations amicales. Cette intrusion de l’influence étolienne dans le Péloponnèse occidental et central profitait indirectement à Gonatas. Faute d’agir, les Achaïens étaient condamnés tôt ou tard à être étouffés entre les Étoliens et les Macédoniens. La rivalité de la Confédération Achaïenne avec la Confédération étolienne, n’avait été jusqu’alors qu’un facteur de complications, était alors élevée au niveau de la politique mondiale. L’amitié étolo-macédonienne, qui parait jusqu’alors avoir été plus ou moins tacite, se transforme alors en alliance officielle ayant pour but le partage du territoire de la ligue Achaïenne.
A la fin de la guerre des Alliés, la ligue achéenne recommença son expansion en séduisant de plus en plus de cités. Elle offrait un principe d’organisation plus séduisant que la force brutale et l’expansionnisme somme toute assez stérile des Étoliens. Cependant, il ne faut pas oublier que ces informations nous proviennent de Polybe, lui-même achaïen et qui écrit durant une période de tension entre les deux ligues, ainsi il semble qu’il faille le réfuter quand il date du début du règne d’Antigone Dôsôn une triple alliance des étoliens, de Sparte et de la Macédoine contre les Achaïens. Mais il est certain que par haine et méfiance de l’expansion achaïenne, les Étoliens prêtèrent la main à l’expansion spartiate en abandonnant à Cléomène III quatre cités arcadiennes qui étaient rentrées dans leur alliance.
Après un retournement d'alliances, elle participe aux côtés de la ligue achéenne à la guerre démétriaque contre Démétrios II de Macédoine entre 239 et 235, date à laquelle, la Béotie se soumet à la Macédoine à la suite d'une campagne de Démétrios. En l’absence de toutes données sur cette guerre après 236, on ignore quelles étaient les relations entre la Macédoine et les Étoliens comment mourut Démétrios II.

### La guerre des Alliés
La montée en puissance de la ligue achéenne dans le Péloponnèse conduit à la guerre des Alliés que la ligue étolienne mène contre les Achéens et la Macédoine entre 220 et 217. Philippe V et ses alliés de la ligue achéenne s’engagent finalement dans un conflit ouvert contre la ligue étolienne qui était une voisine querelleuse durant plusieurs décennies, tant pour l’Achaïe que pour la Macédoine.
S’il est un point sur lequel la ligue achéenne menée par Aratos de Sicyone et la Macédoine d’Antigone III Doson pouvaient tomber d’accord sans compromis, c’est bien la question étolienne, car si l’expansionnisme étolien hantait les pensées d’Aratos, il ne pouvait qu’en aller de même pour un roi de Macédoine qui avait inauguré son règne en rejetant les Étoliens de Thessalie.
D’après Polybe, les Étoliens auraient été les seuls responsables de cette guerre : ce n’est toutefois pas complètement vrai. Si la formation de la ligue grecque d'Antigone III ne les menaçait pas ouvertement, elle les isolait et les encerclait. À la suite de la bataille de Sellasie, dans laquelle les Étoliens étaient alliés à Sparte, ils n’ont plus que deux alliances dans le Péloponnèse : Elis et Messène. Il n’est donc pas étonnant que les Étoliens, aussitôt connue la mort d’Antigone III, aient envoyé une expédition dans le Péloponnèse. Polybe, non sans mauvaise foi, présente cette expédition comme une pure entreprise de pillage dirigée contre la Messénie. Il y eut certes des exactions, mais l’expédition avait surtout un autre propos, qui était d’agiter le Péloponnèse contre les Achéens et, si possible, de grouper Éléens, Messéniens et Spartiates dans une coalition qui se joindrait aux Étoliens et ferait contrepoids à l’influence achéenne triomphante. Cependant que la Messénie était attirée dans l’alliance achéenne, la guerre été déclarée aux Étoliens, qui avaient déjà envahi le territoire fédéral achéen. Mais Aratos ne tardait pas à se faire battre par les Étoliens à Kaphyai, en plein cœur de l’Arcadie.
Après Kaphyai, alors que les Étoliens continuaient à opérer dans le Péloponnèse. Philippe V, successeur d’Antigone III, organisa une assemblée générale de l’Alliance hellénistique, à Corinthe. Les représentants de tous les alliés ayant rappelé tous les problèmes que leur posaient les Étoliens, l’assemblée vota la guerre : il fut résolu qu’on « libérerait » tous les pays ou cités annexés par les Étoliens, ou attirés dans leur alliance depuis l’avènement d’Antigone Dôsôn ; une clause du décret précisa également qu’on arracherait à leur influence le sanctuaire de Delphes à l’Amphictionie, où ils faisaient la loi depuis soixante ans : cette clause permettrait de donner à la guerre des alliés une allure de « guerre sacrée », posant les alliés en défenseurs des véritables traditions.
Philippe V remporte des succès, dont le sac de la capitale fédérale étolienne, Thermos, en 218. La paix est signée à Naupacte en 217. Loin de reprendre aux Étoliens toutes les acquisitions faites par eux depuis la mort de Démétrios II et l’avènement d’Antigone Dôsôn, les Étoliens ne perdirent qu’une demi-douzaine de places, mais leur puissance n’était pas brisée pour autant, ni leur influence à Delphes.

## Première guerre de Macédoine
La ligue étolienne est le premier allié des Romains en guerre contre Philippe V de Macédoine au cours de la première guerre macédonienne (214 à 205). Lorsque Philippe pousse jusqu’à Thermos, leur capitale fédérale, les Étoliens, désespérant de voir réapparaitre les Romains en Grèce, se résignent à conclure un traité en 206. Après 207, les Étoliens voient leurs alliés romains relâcher leur effort. On sait que Rome laissa la ligue étolienne, Philippe V de Macédoine ainsi que leurs alliés respectifs s’arranger entre eux. Cette situation semble d’autant plus grave pour les Étoliens qui au même moment voient arriver un nouveau chef pour les Achéens : Philopœmen. C’est lui qui privera les Étoliens de leurs principaux alliés péloponnésiens. Isolés, ceux-ci n’étaient pas de taille à résister à la coalition adverse.
En ce qui concerne le rapprochement étolo-pergaménien, il est très peu documenté à l’exception de détails dispersés. La compréhension de ce rapprochement par les historiens contemporains a lieu lorsque, traitant avec Rome, les Étoliens comptent Attale parmi leurs amis. S’adressant aux Étoliens, les Romains s’adressent donc non seulement à la puissance grecque la plus capable de créer par elle-même des ennuis à Philippe, mais à une puissance comptant des appuis étendus en Grèce et hors de Grèce. M Valerius Laevinus ouvre des négociations avec les Étoliens et un traité est conclu sans doute à la fin de 212. Les Étoliens s’engagent à attaquer Philippe sur terre et les Romains leur apportent un appui naval. Le but de cette alliance est d’empêcher Philippe V de Macédoine de venir en aide à Hannibal qui se trouve alors en Italie. La Macédoine cherche, dès la guerre des alliés, à mettre fin à l’extension des Étoliens. Selon Tite-Live, tout le pays s’étendant entre l’Étolie et Corcyre serait donné aux Étoliens, qui recevraient en plus l’Acarnanie ; tout « le reste du butin » serait aux Romains. Les conquêtes territoriales devaient être remises aux Étoliens […] mais avec cette distinction que les cités prises de force seraient purement et simplement annexées et celles qui se seraient rendues admises sur pied d’égalité dans la Confédération étolienne. De plus, dans le cas des villes prises en commun, le butin meuble serait partagé entre Romains et Étoliens. […] 1° les Étoliens ne feraient la paix avec Philippe que s’il s’engageait à arrêter les hostilités contre Rome ; 2° Rome ne traiterait avec Philippe que si celui-ci s’engageait à ne plus faire la guerre aux Étoliens et à leurs alliés. Si on se réfère au récit de Tite-Live (XXV, 23), il semblerait que les Romains avaient cherché à se concilier les Étoliens bien avant que ne fut conclue leur alliance en 211.
Selon Polybe, (IX, 37), c’est au contraire les Étoliens qui entrainèrent les Romains dans un conflit grec, ce qu’il est préférable de considérer que comme une différence de perspective que comme un fait avéré. Certes les Étoliens étaient heureux de pouvoir tirer avantage de la situation et d’en profiter d’une part pour rouvrir les négociations liées à la guerre sociale, que la paix de Naupacte n’avait pas résolue, et d’autre part pour étendre leur propre zone d’influence aux dépens de la Macédoine. Les Romains avaient besoin de leur côté d’un allié local pour affronter Philippe V de Macédoine .
La convergence de leurs intérêts est d’ailleurs bien exprimée dans les termes de l’alliance, dont un fragment fut préservé sur la pierre (SV, III, 536, ; cf TL, XXVI, 24). Celui-ci débute semble-t-il, par une déclaration selon laquelle les Étoliens sont sur le point d’entrer en guerre contre Philippe et ses alliés […]. Le fragment se poursuit ainsi :
"Si les Romains s’emparent par la force de certaines cités de ces peuples (etnè), qu’il soit permis par le peuple (damos) romain au peuple des Étoliens de disposer de ces cités et leurs territoires ; ce dont les Romains s’empareront, hors les cités et les territoires, que les Romains en disposent ; si les Romains et les Étoliens s’emparent en commun de certaines cités, ces cités et leurs territoires qu’il soit permis pas le peuple (damos) romain au peuple des Étoliens d’en disposer ; ce dont ils s’empareront en commun, hors les cités et les territoires, que cela leur appartienne à tous les deux. Si certaines de ces cités se rangent au côté des Romains ou des Étoliens ou les supportent, ces hommes, ces cités et leurs territoires, qu’ils soient permis aux Étoliens par le peuple romain de les intégrer dans leur organisation politique (politeuma)." (trad. J. Oulhen) .

## Deuxième guerre de Macédoine
La ligue étolienne participe à la deuxième guerre macédonienne entre 200 et 197, toujours aux côtés de Rome. Néanmoins, lorsque le roi macédonien accepta les conditions de paix imposées par Rome, les Étoliens furent mécontents.
Philippe avait fait des ouvertures de paix aussitôt après la bataille de Cynoscéphales. Flamininus consentit à négocier et conclut un armistice à la grande colère des Étoliens qui se sentaient lésés dans leurs ambitions territoriales. Il est possible comme le note Tite-Live, que Flamininus, qui se méfiait des Étoliens, ait dès lors souhaité réduire leur influence ayant consulté, pour la forme, ses alliés avant de rencontrer Philippe et le représentant étolien. On sait également que dès les conférences de Locride, les Étoliens avaient exigé la restitution des cités qui avaient antérieurement fait partie de la Confédération étolienne, et notamment d’une série de place en Thessalie, de Phtiotide et de Malide, que Philippe aurait négligé de leur rendre, contrairement à ses engagements de 206. Philippe était prêt à accéder à ces revendications cependant Flamininus s’y opposa à une exception près, celle de Thèbes de Phtiotide : ces places s’étaient rendues aux romains, non aux Étoliens. En ce qui concerne le traité de 212 auquel les Étoliens se référaient pour exiger la cession des prises immobilières, il leur fit remarquer qu’ayant été rompu par eux en 206, il était caduc. Les Étoliens, refusés par Rome en 202 furent sollicités par la suite mais ils préféraient rester d’abord dans l’expectative. Il faudra attendre les premiers  succès romains pour qu’ils se prononcent contre Philippe V, sans pour autant conclure une nouvelle alliance avec Rome.
Flamininus proclame en 196 aux Jeux isthmiques la liberté des cités grecques ; cet accord de paix élaboré par Rome pour affaiblir Philippe V semble très bien convenir à Pergame et à Rhodes qui récupèrent des cités grâce aux Romains. En revanche, les Étoliens ne sont pas du tout favorables au traité de paix établi entre Rome et Philippe V. Se sentant lésés ils vont tenter de s’étendre mais les légions romaines vont réussir à contrer leur expansion. Les cités grecques d'Europe et d'Asie mineure deviennent donc des cités libres. On sait que certaines de ces cités étaient alliées aux Étoliens comme Lysimacheia, Chalcédoine et Kios.
Et c'est finalement pour calmer les protestations des Étoliens, qu'ils furent autorisés à accueillir dans leur confédération la Phocide et la Locride orientale, ainsi que Thèbes de Phtiotide. Ces concessions sont importantes au regard des refus précédemment opposés par Flamininus aux revendications étoliennes.

## Guerre antiochique

### Les prémices
Devant l’échec de cette ambassade, les Étoliens vont essayer de chasser les Romains de Grèce. Ils essaient de faire adhérer à leur cause des cités grecques, proposent une alliance à Nabis, tyran de Sparte, au roi d'Athamanie Amynandros, et surtout appellent le roi Antiochos III. Celui-ci avait déjà commencé des incursions en Europe, près de la mer Noire, pour reprendre des terres sur lesquelles ses ancêtres avaient régné.
À en croire Polybe, à l’origine de la guerre Antiochique il y eut la dispute entre Flamininus et les Étoliens au lendemain de la bataille de Cynocéphales : c’est exact, mais il ne faut pas oublier que les choses se compliquèrent beaucoup durant les années suivantes. Les Étoliens avaient pensé être les principaux bénéficiaires de la défaite de Philippe V mais les importants refus de Flamininus à leurs prétentions les avaient dressés contre Rome. Ils se sentaient d’autant plus frustrés que Rome avait accordé des territoires à d’autres alliés, voire à des alliés aussi tardifs et peu efficaces que les Achaïens. La haine de Rome couve donc chez les Étoliens, résolus à jouer les agitateurs et pour cela les Étoliens devaient suivre attentivement les rapports romano-séleucides, et tenter de les envenimer. Alors que les ambassadeurs séleucides étaient à Rome, les Étoliens tentaient de mettre sur pieds une coalition anti-romaine. Une ambassade étolienne fit miroiter à Nabis, roi de Sparte, la récupération des places maritimes données aux Achaïens par Flamininus. Une autre tenta d’attiser les espoirs de revanche de Philippe V. Une troisième enfin exhorta Antiochos III à débarquer en Grèce. À chacun des trois princes on donnait pour acquise l’adhésion des deux autres à la coalition, alors que la seule réelle adhésion au projet était celle de Nabis.
Il parait évident qu’au tournant de 193 à 192 ni Antiochos, ni le Sénat ne cherchent la guerre. Mais, en Grèce, l’œuvre de Flamininus était compromise de façon inquiétante par les Étoliens. À cette même époque, Attale, frère d’Eumène II, débarquait à son tour à Rome pour y annoncer qu’Antiochos venait de franchir l’Hellespont avec son armée, pour venir donner la main aux Étoliens : c’était une fausse nouvelle, ou du moins une nouvelle faussée. Les liens entre les Étoliens et Rome se rompirent alors. Une ambassade séleucide les y détermina, au prix sans doute d’un malentendu probablement recherché par Antiochos III. Tite-Live nous conte avec quelque détail une assemblée étolienne réunie pour entendre le rapport d’une ambassade de la ligue, récemment envoyée à Antiochos et qui ramenait avec elle des envoyés du roi. Selon l’historien, ces personnes se seraient livrées, en dehors de l’assemblée, à des propos extravagants sur l’ampleur des forces et des ressources financières offertes par le roi Séleucide. Mais lorsqu’il aborde la restitution dans l’assemblée, il se contente de dire que l’ambassade étolienne « fit son rapport » et quant à l’ambassade séleucide, il ne lui prête que des propos d’une prudence ambiguë… Car « au cas où (si modo) les Étoliens menaient à bien avec constance les résolutions qu’ils avaient prises, alors Antiochos pourrait, avec l’aide des dieux et l’alliance avec les Étoliens, restituer les affaires de Grèce ». L’Ambassade séleucide avait apparemment pour mission de pousser les Étoliens à la guerre en leur faisant miroiter une expédition de secours qu’il leur fallait d’abord mériter par leur propre succès, ce que les Étoliens ne comprirent pas. Flamininus accouru alors à l’assemblée étolienne, y tint des propos qui, selon Tite-Live lui-même, n’imputaient de responsabilité qu’aux Étoliens, et point à Antiochos, mais ne put la dissuader de voter un décret appelant le Séleucide en Europe.
De plus, les Étoliens avaient donné à entendre aux Grecs que, si Antiochos III débarquait en Grèce, les Romains devraient combattre devant l’Asie entière et ses éléphants. À l’inverse, à Antiochos, ils avaient promis que la Grèce entière « accourrait sur le rivage aussitôt qu’on apercevrait sa flotte », les Étoliens firent donc proclamer Antiochos stratègos autokratôr. Ainsi, pour Antiochos III, débouter les Étoliens eût été dangereux car, d’après leurs dires, ils avaient accumulé en Grèce un fort capital de popularité en faveur du Séleucide : se dérober à leur appel, c’était gaspiller ce capital. Ainsi, si la responsabilité de la guerre incombe fondamentalement aux Étoliens (sans oublier la maladresse de Flamininus à leur encontre) puisque, il faut le rappeler, ni Antiochos III, ni le Sénat romain ne cherchaient la guerre à l’origine, Antiochos n’est pas complètement déchargé non plus puisque lui-même, au lieu d’encourager les Étoliens, aurait pu les décourager, ou, tout du moins, utiliser la question étolienne comme un argument dans les négociations dès lors entamées.
Cependant, les Étoliens, sans déclaration de guerre formelle, passèrent à l’action, contraignant les Romains à intervenir. Ils ne remportent d’ailleurs qu’un succès en s’emparant de Démétrias. Une tentative similaire à Chalcis d’Eubée échoue. Ils ne restaient à Antiochos qu’à se laisser entraîner au dernier pas : les Étoliens s’y employèrent. Lorsqu’ils tinrent Démétrias, ils coururent lui annoncer que l’on disposait à présent de la base qui lui permettrait de débarquer en Grèce, ainsi, à l’appel de la ligue étolienne, Antiochos III débarqua en Grèce avec son armée.

### Les conflits
En 192, Antiochos est en Grèce. Rapidement, Antiochos III fut hors d’état d’affronter les Romains et Philippe V en rase campagne car il n’était pas assez soutenu par les Étoliens qui avaient déjà fort à faire de leur côté. Des cités grecques rejoignent son parti et celui des Étoliens. De plus les armées du roi s’emparent de l’île d’Eubée. Ainsi, en 191, Antiochos se résolut à barrer l’accès à la Grèce centrale en occupant les Thermopyles. Il s’y passa à peu près la même chose qu’en 480 : tandis que le gros des Romains se heurtaient aux retranchements séleucides, une colonne secondaire surprenait les Étoliens chargés de garder les passages de la montagne et prenait Antiochos à revers. Les Romains en 191 reprennent le dessus. Le roi se réfugie à Chalcis, sur l’île d’Eubée. Après les Thermopyles, les Étoliens se retrouvèrent donc dans un isolement qu’ils affrontèrent avec une énergie d’autant plus remarquable qu’ils en avaient donné peu de preuves tant qu’Antiochos avait été en Europe. Mais la chute d’Héraclée, en Malide, les porta à traiter. Les Étoliens demandent alors une trêve. Elle est accordée pour qu’ils plaident leur cause devant le sénat romain. Leur espoir est que les conditions de paix ne soient pas trop dures. Cependant, Le commandement romain ayant exigé une deditio pure et simple, la question fut soumise à l’Assemblée fédérale qui refusa : la guerre continua donc.
C’est à la faveur d’une nouvelle trêve, que les Étoliens arrivèrent à Rome pour négocier la paix. Celle-ci fut longue à conclure, vu les exigences énormes du Sénat, mais, au début de l’automne 191, un terme provisoire était mis aux hostilités en Grèce.

## Soumission à Rome
Lors de la reprise des négociations étoliennes à Rome, au printemps 190, le Sénat n’ayant rien voulu rabattre des conditions précédemment proposées, les Étoliens les avaient à nouveau contestées, et l’état de guerre se prolongeait donc encore. C’est finalement durant l’hiver 190-189, que les Étoliens firent cause commune avec l’Athamane Amynandros pour une dernière tentative de conquête sur la Macédoine. Cependant, Amynandros négociait déjà sa réconciliation avec Rome, si bien qu’une fois qu’il l’eut obtenu, qu’ils prièrent les Rhodiens et les Athéniens d’intercéder au Sénat en leur faveur, intercession d’autant plus urgente qu’une armée consulaire arrivait, sous M Fluvius Nobilior, que les Épirotes se prononçaient contre eux. La paix fut donc conclue vers le milieu de 189. Les Étoliens durent reconnaître l’imperium maiestatemque, avoir les mêmes amis et ennemis que Rome, céder certaines de leurs possessions périphériques ainsi que payer une indemnité et livrer des otages. Un terme était ainsi mis à l’histoire agitée des Étoliens.

## Sources
- Tite-Live, Histoire romaine [détail des éditions] [lire en ligne], XXX à XXXVIII.